# Prix Lech-Wałęsa
Le Prix Lech-Wałęsa récompense « les personnes et organisations travaillant à la compréhension mutuelle et à la coopération des nations, pour la paix et le respect des droits humains. Il est conçu pour soutenir ceux qui ont le courage de combattre pour un développement pacifique du monde, d’affronter la terreur, et qui par leurs actions redonnent de l'espoir et créent les possibilités d'un changement politique et social ».

## Lauréats
| Date | Lauréat(s) | Nationalité     | Travaux récompensés |
| ---- | --- | --------------- | --- |
| 2008 | Abdallah ben Abdelaziz Al Saoud | Arabie saoudite | « pour la promotion du dialogue entre les religions et ces actions pour la paix au Moyen-Orient ». |
| 2009 | Shadi Sadr Ladan et Roya Boroumand | Iran            | « Pour la défense des droits de l'homme et des droits des femmes ». |
| 2010 | Janina Ochojska et l'ONG Polska Akcja Humanitarna | Pologne         | « Pour soutenir l'idée de solidarité humaine dans le travail des organismes de charité ». |
| 2011 | Luiz Inácio Lula da Silva | Brésil          | « Pour avoir fait des efforts pour réduire les inégalités sociales, et avoir été l'avocat d'une compréhension pacifique et d'un partenariat entre les nations, en particulier en renforçant la position des pays en développement dans le concert des nations. |
| 2012 | Alès Bialiatski | Biélorussie     | « En reconnaissance de ses actions pour la démocratisation de la Biélorussie, sa promotion active des droits de l'homme et pour avoir fourni de l'aide aux personnes persécutées par les autorités biélorusses ». |
| 2013 | Mikhaïl Khodorkovski | Russie          | « En reconnaissance de son courage pour promouvoir les valeurs de la société civile; pour sa détermination à établir une liberté économique et son combat inébranlable pour la justice et la dignité humaine. ». |
| 2014 | Euromaïdan (Les représentants du mouvement sélectionnés pour recevoir le prix sont Olga Bogomolets, Dmytro Boulatov, Tetiana Tchornovol, Dmytro Gnap, Arseni Iatseniouk, Vitali Klitschko, Ruslana, Ievhen Nychtchouk, Andriy Paroubiy et Oleh Tyahnybok). | Ukraine         | « Pour honorer la constance et la détermination des milliers d'Ukrainiens qui en dépit des risques ont exprimé leurs aspirations pro-européennes et pro-démocratiques et qui ont commencé à lutter pour changer la situation socio-politique de leur pays. En affrontant les violations à la démocratie et les restrictions à leur auto-détermination, le mouvement Euromaidan a porté haut les bannières proclamant les valeurs de liberté et de dignité humaine, ouvrant ainsi la route à l’établissement d'un État démocratique ». |